# 高倉輝
高倉 輝（たかくら てる、1891年（明治24年）4月14日 - 1986年（昭和61年）4月2日）は、日本の劇作家、小説家、政治家、著述家。

## 略歴

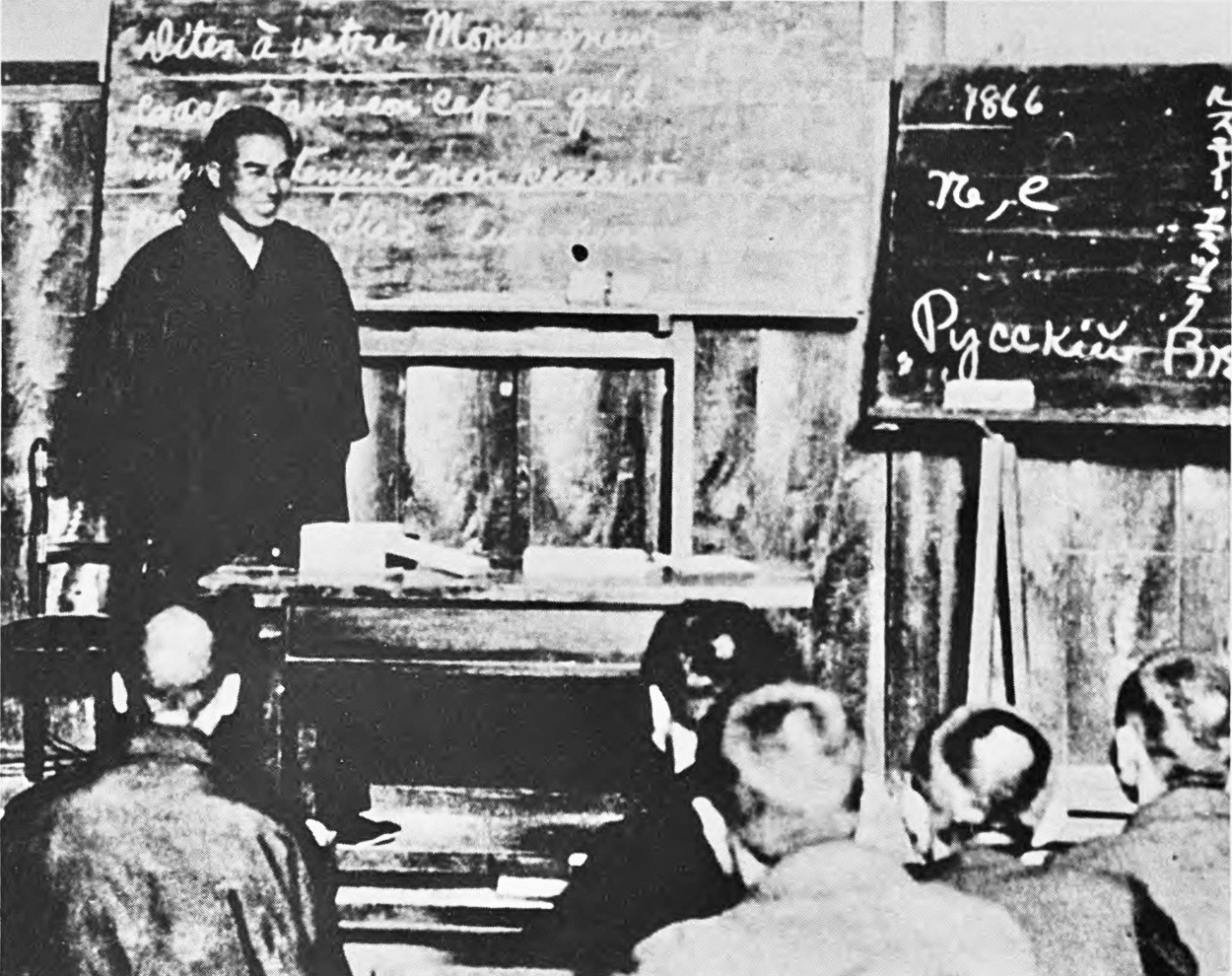
上田自由大学（信濃自由大学）で講義を行う高倉。

1891年4月14日、高知県高岡郡口神ノ川（戸籍上は幡多郡七郷村浮鞭）生まれ。
本名は高倉輝豊、のちに輝と改名した。国語国字改革を推進する立場から「タカクラ・テル」と自称した。
入野高等小学校、宇和島中学校（現愛媛県立宇和島東高等学校）、第三高等学校から京都帝国大学英文科に進み、1916年、京都帝国大学を卒業し、新村出教授のもとで1922年まで同大学の嘱託。
ロシア革命の影響を受け、河上肇によってマルクス主義に接近。戯曲や翻訳を手がけ、やがて著述家として独立した。
1986年4月2日、膵臓がんのため波瀾に富む94年の生涯を閉じた。墓は高知県幡多郡大方町（現黒潮町）浮鞭東押屋敷にある。

## 作家として
京都帝国大学に嘱託として勤めている間に戯曲「砂丘」を雑誌『改造』に発表して文壇に認められた。以後、作家として独立、戯曲「切支丹ころび」・「焔まつり」・「孔雀城」、長編小説「蒼空」などを次々に発表した。
1922年末結婚して長野県に居住して著述と農耕に従事、そのころ高まってきた左翼的な農村文化運動に参加。
特に土田杏村の提唱した民衆のための「自由大学」に共鳴し、上田市の「上田自由大学」で文学論を講義。感想集「我等いかに生く可きか」、戯曲「長谷川一家」、長編小説「坂」・「高瀬川」などを相次いで出版した。
1932年、『都新聞』に連載した「狼」は、検閲によって中断された。
同年、教員赤化事件で大検挙があった際に検挙されて投獄され、家族は長野県外に追放となって東京に移住した。
1934年に保釈されてからは東京に住み、のち国民文学論の提唱とともに国語国字合理化運動を開始、みずからもカタカナ書きを実践した。
革命的ローマ字運動事件、ゾルゲ事件等に関連して再三検挙、逮捕された。敗戦直前に三木清が投獄されたのは、仮釈放中に逃亡した高倉を匿い、後に逮捕された高倉が逃亡中のあらましを警察に供述したことが原因である。
その間、長編小説「大原幽学」や「箱根用水の話」を始め数々の創作・評論を発表。
1959年、加太こうじ、柳田邦夫、佐藤忠男、福田定良らと「大衆芸術研究会」を創設。

## 政治家として
戦後、1945年10月に釈放されるとともに日本共産党に入党、翌1946年長野県から日本共産党公認候補として、衆議院議員に当選した。中選挙区制となった翌1947年の総選挙では長野2区から立候補するも落選。1950年6月全国区から参議院議員に当選したが、翌日マッカーサー指令により追放（レッドパージ）となった。
その後、中国に渡航し、徳田球一らが結成した北京機関に参加。さらにソ連その他を転々とした後、1959年4月に帰国すると直ちに政治活動、文筆活動を開始した。翌1960年8月から東京に移住、小説「たまをあらそう」や新曲じょうるり「佐倉義民伝」・「まんざい」・「唐人お吉」その他、歌劇「山城国一揆」などがある。
政治的にはソ連共産党に追随することが多く、日本共産党が自主独立路線を確立したのちは、主流をはずされた。日本共産党中央委員会顧問。
晩年は民族芸能を守る会などの活動も精力的に行った。
戦後、高倉輝の主張する国語国字改革は、一時日本共産党の主な方針となり、その機関誌「アカハタ」（現在の「しんぶん赤旗」）も1952年から1966年までカタカナ表記であった。この高倉輝の国語国字改革は共産党内部からも批判を受けた。
高倉輝のいう国語国字改革は、現時のカナモジカイの主張と似ているが、カタカナの使用は固有名詞に限定していた。したがって「タカクラ　テル」「アカハタ」となる。

## 戦時中の活動
1942年1月の「中央公論」誌に掲載された「生まれ変る農村」では「こうして、機械の知識と訓練を十分に持った近代的農民は、機械化部隊に飛行機に。十分の準備をととのえ、胸をおどらして日本の海外発展を待機している」「生れかわろうとする日本の農村は、かつての農業理論や左翼理論と一しょに、それらの困難をもコッパミジンに粉砕してトラクターのように世界に向って進むだろう」という文章を記し、翌月の同誌では「日本農業の進む道」と題して政治的だけでなく農業の分野でも日本が指導しなければならないと主張した。1943年4月の同誌に発表した「箱根用水の話」については日本の南方進出肯定の部分を戦後削り、「ハコネ用水」として発表しなおしている。『進歩的文化人　学者先生戦前戦後言質集』には高倉について、つぎの副題が付けられている。

## 代表作
歴史小説「ハコネ用水」は1952年、前進座によって「箱根風雲録」として映画化された。
『高倉輝著作集』12冊（アルス刊）、『タカクラ・テル名作集』全6巻（理論社刊）そのほかにも著書が多い。

## 著書
- 『高倉輝著作集』全10輯 アルス・ロゴス書院, 1923-30
- 『芭蕉讀本』 (人類讀本）編著. 建設社, 1938.1
- 『一茶の生涯とその芸術』ルミノ出版社, 1938
- 『大原幽学 世界で最初に産業組合を作った偉大な殉教者』高倉テル 著. 東邦書院, 1939
- 『ミソ・クソその他』高倉テル 著. 厚生閣, 1939 恒文社, 1996.6
- 『大人の読本 随筆的に書かれた文化史』高倉テル 著. 厚生閣, 1940
- 『本居宣長』(子供のための傳記) 高倉テル 著. 小学館, 1941.12
- 『ニッポン語』高倉テル 著. 北原出版, 1944  世界画報社, 1947
- 『青銅時代』高倉テル 著. 中央公論社, 1947
- 『エンマ大王 えんげき集』タカクラ・テル 著. 文化評論社, 1948
- 『我等いかに生くべきか』タカクラ・テル 著. 八雲書店, 1948
- 『ニッポンの農業』タカクラ・テル 著. 黄土社, 1948
- 『愛と死について』タカクラ・テル 著. 中央書籍, 1949
- 『ハコネ用水の話』タカクラテル 著. 潮流社, 1950
- 『うたえわかもの』タカクラ・テル 著. 暁明社, 1950
- 『タカクラ・テル著作集 第27 (新文学入門)』理論社, 1951
- 『ハコネ用水』高倉テル 著. 理論社, 1951
- 『ニッポンの女 (タカクラ・テル著作集 第28』理論社, 1951
- 『ぶたの歌 ローマ字のテキスト・民族版画の手びき』タカクラ・テル 著, スズキ・ケンジ 画. 理論社, 1951
- 『新ニツポン語』タカクラ・テル 著. 理論社, 1952
- 『タカクラ・テル名作選』全6巻　理論社、1953

第1巻 (高瀬川)
第2 (百姓のうた,狼)
第3 (大原幽学)
第4巻 (日本の封建制)
第5巻 (文学論・人生論)
第6巻 チェホフ戯曲集 タカクラ・テル 訳
- 『たまをあらそう』タカクラ・テル 著. 理論社, 1962
- 『狼』タカクラ・テル 著. 日本青年出版社, 1971

### 翻訳
- 『心の劇場』訳. 内外出版, 1921
- 『世界童話集』 (日本児童文庫）豊島与志雄共訳, 深沢省三 等絵. アルス, 1928
- 『印度童話集』 (日本児童文庫）倉田白羊 絵. アルス, 1929